# Carolina Michaëlis de Vasconcelos
Pour les articles homonymes, voir Michaelis.
Carolina Michaëlis de Vasconcelos (née Karoline Michaelis le 15 mars 1851 à Berlin et morte le 22 octobre 1925 à Porto) est une romaniste germano-portugaise,. 

## Enfance, éducation et vie privée
Michaelis est née à Berlin ; elle est la dernière des cinq enfants de Gustav Michaelis, professeur de mathématiques. En 1876, elle épouse Joaquim António da Fonseca Vasconcelos, figure éminente des études d'histoire de l'art au Portugal.

## Carrière académique
En 1911, elle devient la première femme professeure de romanistique et de germanistique à la Faculdade de Letras de l'Université de Lisbonne .

## Féminisme
Au début du XXe siècle, Carolina Michaëlis de Vasconcelos tente de fonder un mouvement féministe, en rassemblant quelques femmes qui parlent anglais et qui souhaitent collaborer au mouvement féministe afin de rencontrer une féministe canadienne en visite, Sophia Sandford, trésorière de la plus ancienne organisation féministe internationale américaine, l'International Council of Women (ICW). Son initiative n'aboutit pas mais, en 1914, Adelaide Cabete reprend le projet et fonde le Conselho Nacional das Mulheres Portuguesas (Conseil national des femmes portugaises) avec Caroline Michaëlis de Vasconcelos comme présidente d'honneur,.

## Décès, honneurs et commémoration
Michaëlis de Vasconcelos meurt à Porto en octobre 1925. 

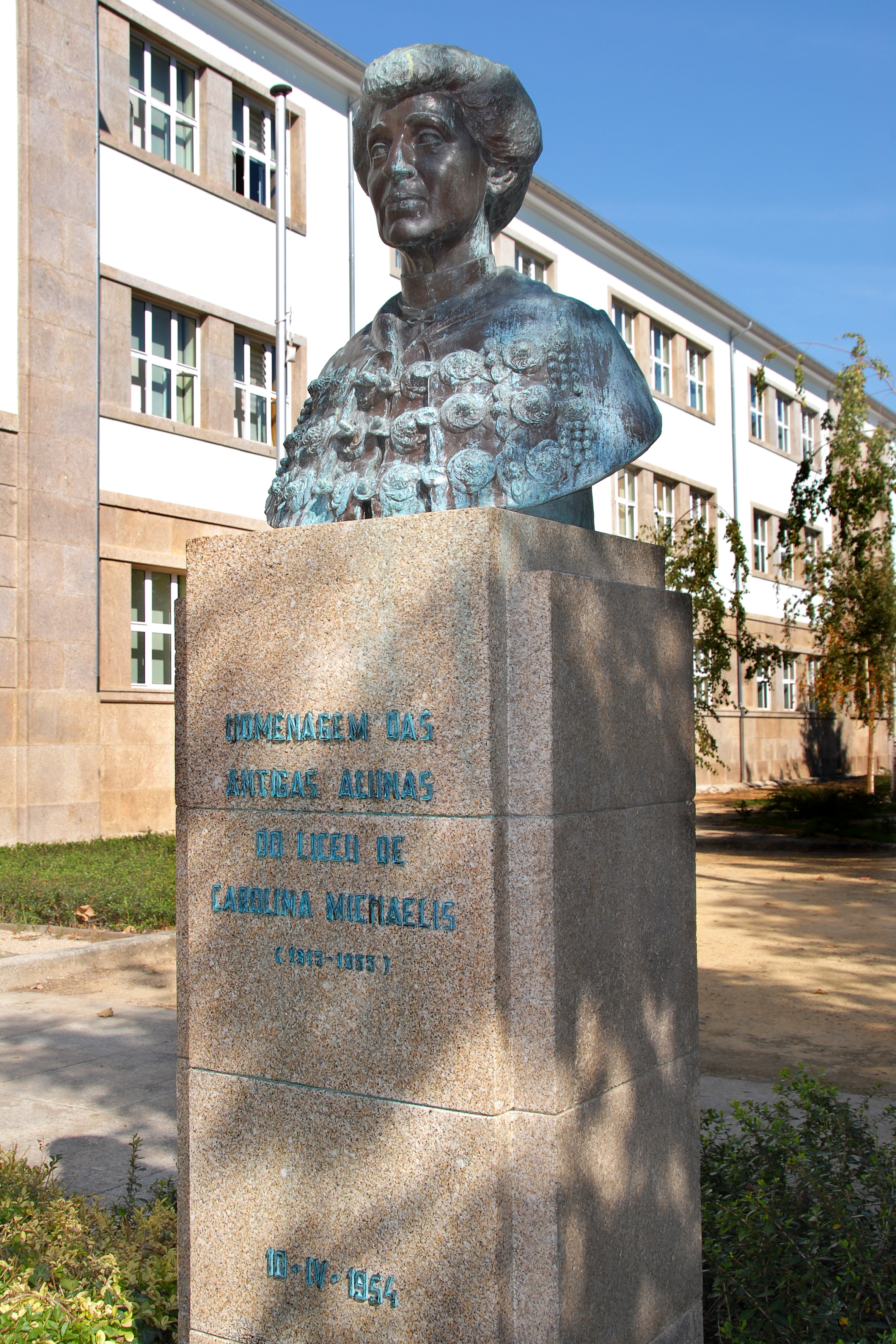
Cedofeita, Escola Secundária Carolina Michaelis.

Plusieurs écoles et rues sont nommées en son honneur au Portugal et en Allemagne. 
La station du Métro léger de Porto Carolina Michaelis se trouve à la jonction des lignes A, B, C, E et F. 
En 2001, le Portugal a émis un timbre-poste à l'occasion de son 150e anniversaire.

## Œuvre
- Poesias de Sá de Miranda, 1885
- História da Literatura Portuguesa, 1897
- A Infanta D. Maria de Portugal e as suas Damas (1521-1577), 1902
- Cancioneiro da Ajuda (2 volumes), 1904[6]
- Dicionário Etimológico das Línguas Hispânicas
- Estudos sobre o Romanceiro Peninsular: Romances Velhos em Portugal
- As Cem Melhores Poesias Líricas da Língua Portuguesa, 1914
- A Saudade Portuguesa, 1914
- Notas Vicentinas: Preliminares de uma Edição Crítica das Obras de Gil Vicente, 1920-1922
- Autos Portugueses de Gil Vicente y dela Escuela Vicentina, 1922
- Mil Provérbios Portugueses